# 王廷瓚
王廷瓚（1606年—？），號瞻岵，山西澤州沁水縣人，匠籍，明末清初政治人物。

## 生平
天啟元年（1621年）辛酉科山西鄉試第六名舉人，崇禎十三年（1640年）中式庚辰科會試第九十名，三甲第七十二名進士，兵部觀政。清朝順治年間任禮部郎中。
沁水王廷瓒，崇祯庚辰进士。初梦蕙花置席，又同故仆王斗语，不以为意。及登第榜，鸿胪寺报名，见左如兰、王斗生次之，始悟。